# Fenristunga
Die Fenristunga (norwegisch für Fenriszunge) ist ein Gletscherfeld im ostantarktischen Königin-Maud-Land. Sie liegt innerhalb der Felswände des Fenriskjeftenmassivs in den Drygalskibergen der Orvinfjella.
Norwegische Kartografen nahmen anhand von Luftaufnahmen und Vermessungen der Dritten Norwegischen Antarktisexpedition (1956–1960) eine Kartierung vor. Die Benennung erfolgte in Anlehnung an diejenige des Fenriskjeften. Dessen Namensgeber ist der Fenriswolf aus der nordischen Mythologie.